# Старая Гута (Хмельницкий район)
Старая Гута (укр. Стара Гута) — село на Украине, находится в Хмельницком районе Винницкой области.
Код КОАТУУ — 0524881502. Население по переписи 2001 года составляет 335 человек. Почтовый индекс — 22003. Телефонный код — 4338.
Занимает площадь 0,86 км².

## Адрес местного совета
22064, Винницкая область, Хмельницкий р-н, с. Голодькы, ул. Ленина, 7а

## Известные жители и уроженцы
- Харусь, Мария Иосифовна (1899—?) — Герой Социалистического Труда.